# 目視ピント
目視ピント(もくしピント)とは、カメラを用いた撮影の際に撮影者の目視により被写体までの距離を想像し、ピントリングなどに記載されている距離目盛でピント合わせをすること、またはその方法を指す。目測とも呼ばれる。

## 概要
広角レンズは被写界深度が深く、距離計などを使用する必要が無い場合もあり、スナップ撮影などですばやくピント合わせをする場合は目視によるピント合わせのほうが有利とされることもある。しかし、当然ながら熟練しなければピント位置を誤ることも多くなる。
広角レンズまたは準広角レンズが固定されている、あるいは広角レンズを使用することが前提のカメラでは距離計など測距装置を装備せず、目視ピントのみで撮影するように作られているものも多い。これらのカメラでどうしても正確なピント合わせを要する時は、別体の距離計を利用する方法もある。